# 석전 (놀이)
석전(石戰)은 한민족의 민속 놀이이다. 조선시대 때는 정월 대보름이나 단옷날에 했다.
눈싸움과 비슷하지만 석전(石戰)은 말 그대로 돌(石) 싸움(戰)으로, 눈뭉치 대신 돌멩이를 던진다. 그러니까 전장에서의 피튀기는 투석전을 민간인들이 한 것이다. 보통 인접한 두 마을끼리 하는 것이 일반적이고, 직접 마주보고 던지거나 아니면 지형지물을 활용해 상대편 마을까지 밀어붙여 점령하면 승리한다.